# Coccinelloidea
Coccinelloidea é uma superfamília de besouros da ordem Coleoptera, anteriormente incluída na superfamília Cucujoidea. Existem mais de 10.000 espécies em Coccinelloidea, incluindo mais de 6.000 na família de besouros Coccinellidae.

## Morfologia
Os Coccinelloidea adultos têm fórmula tarsal reduzida (cada tarso com 4 ou 3 segmentos), coxas posteriores separadas por mais de 1/3 de sua largura, processo intercoxal do ventrito abdominal 1 geralmente arredondado ou truncado, asas posteriores com veias anais reduzidas e sem célula radial fechada, o adeago repousando de lado quando retraído e a falobase geralmente reduzida.
As larvas de Coccinelloidea têm uma garra pré-tarsal unissetose, espiráculos geralmente anulares e o apêndice sensorial do segundo segmento antenal geralmente tão longo quanto o terceiro segmento.

## Famílias
- Akalyptoischiidae Lord, Hartley, Lawrence, McHugh, Whiting & Miller, 2010 (besouros necrófagos akalyptoischiid)
- Alexidae Imhoff, 1856
- Anamorphidae Strohecker, 1953
- Bothrideridae Erichson, 1845 (besouros de casca seca)
- Cerylonidae Billberg, 1820 (besouros de casca de minuto)
- Coccinellidae Latreille, 1807 (besouros dama)
- Corylophidae LeConte, 1852 (minúsculos besouros encapuzados)
- Corno de Discolomatidae , 1878
- Endomychidae Leach, 1815 (besouros bonitos do fungo)
- Eupsilobiidae Casey, 1895
- Euxestidae Grouvelle, 1908 (besouros bem polidos)
- Latridiidae Erichson, 1842 (minúsculos besouros marrons)
- Murmidiidae Jacquelin du Val, 1858
- Mycetaeidae Jacquelin du Val, 1857
- Teredidae Seidlitz, 1888